# 美国重要判例列表
本条目收录美国最高法院（包含部分地方法院）作出的具有重要意义的判例列表，按照法律领域进行区分。
1. 美国公民权领域重要判例列表
2. 美国刑法领域重要判例列表
3. 美国选举法相关重要判例列表
4. 美国宗教自由相关重要判例列表
5. 美国联邦制度相关重要判例列表
6. 美国宪法第一修正案相关重要判例列表
7. 美国宪法第二修正案相关重要判例列表
8. 美国宪法第三修正案相关重要判例列表
9. 美国宪法第四修正案相关重要判例列表

（待补充）